# Batalla de Yarumales
La Batalla de Yarumales fue una confrontación del Conflicto armado interno en Colombia, entre el Ejército Nacional de Colombia y el Movimiento 19 de abril, desarrollada entre el 20 de diciembre de 1984 y enero de 1985, a raíz de la Operación Garfio lanzada por las Fuerzas Militares que buscaba desplazar al M-19 del Campamento de La Libertad Ubicado en Yarumales, en el caserío de San Pablo en Corinto (Cauca).

## Antecedentes
El M-19 después de verse reducido luego de la respuesta de las Fuerzas Militares al Robo de armas del Cantón Norte, decide enviar varios de sus cabecillas a Cuba a capacitarse sobre la guerra de guerrillas, los cuales al volver en 1984 buscan aplicar esas técnicas y unas propias en el Frente Occidental en el Cauca y Valle del Cauca. Este frente liderado por Carlos Pizarro tuvo varios enfrentamientos en el Cauca, como el 4 de abril de 1984 cuando asaltaron Corinto (Cauca) y después asaltaron el municipio de Miranda (Cauca).
Carlos Toledo Plata, dirigente del M-19 y médico fue asesinado en Bucaramanga el 10 de agosto de 1984. El M-19 en respuesta a la muerte de Toledo Plata, asaltó Yumbo (Valle del Cauca). El 24 de agosto de 1984, se acuerda la firma de un cese al fuego, en Corinto (Cauca) conocidos como los Acuerdos de Corinto, Hobo y Medellín a donde llegó desde Yumbo Carlos Pizarro herido en la espalda, luego de ser emboscado por una patrulla militar, mientras su compañera "Laura", perdía cuatro dedos de una mano por las balas explosivas. 
En esta tregua el presidente Belisario Betancur se reúne con Iván Marino Ospina y Álvaro Fayad en México.

## Desarrollo
La Tercera División del Ejército Nacional asalta el campamento de La Libertad del M-19 ubicado en la Hacienda Yarumales, Corinto (Cauca), desde el 20 de diciembre de 1984, la guerrilla resiste con artillería el ataque y el cerco militar que tuvo lugar en medio de la tregua pactada en el gobierno de Belisario Betancur, fue la primera defensa de posición de una guerrilla en Colombia, y la confrontación, se prolongó durante 26 días. Los combates en Yarumales se presentaron hasta el 7 de enero de 1985.
Esta confrontación bélica, al parecer fue la más prolongada que ha ocurrido en Colombia, después de las guerras de independencia (la batalla de Palonegro en la Guerra de los Mil días, entre liberales y conservadores, duró dos semanas). [cita requerida]
No hay información con certeza sobre su saldo en víctimas fatales, se habla de un aproximado de 6 guerrilleros y 31 militares muertos. En 2016 al encontrarse una fosa con 3 cadáveres, se solicitó su identificación. Y al coincidir con el acto conmemorativo de los 26 años del asesinato de Carlos Pizarro Leongómez se realiza el documental Los fantasmas de Yarumales.

## Finalización
La Comisión de verificación en enero de 1985, media en las nuevas negociaciones entre el gobierno y la guerrilla que logran un pacto de cese al fuego para mantener los acuerdos firmados el año anterior. Se traslada el campamento del M-19 hacia el sitio de Los Robles a pocos kilómetros de Yarumales.
El M-19 decide convertir su novena conferencia nacional en un Congreso por la Paz y la Democracia, para ello convoca a todas las fuerzas y personas interesadas a un foro abierto en que se debatirán de cara a la nación los desarrollos del proceso de paz y las propuestas políticas del movimiento.
Dos días antes de empezar el congreso en febrero, en Bogotá el gobierno lo prohíbe y estrecha el cerco militar al nuevo campamento, no obstante se reúnen en las montañas del Cauca el 13 y 17 de febrero más de 500 personas, periodistas, sacerdotes, representantes de partidos políticos indígenas, sindicalistas, intelectuales, representantes de movimientos sociales, otras guerrillas y delegados internacionales. Paralelo al congreso es relevado Iván Marino Ospina por Álvaro Fayad como máximo comandante del M-19.